# Grande Roue de Paris
Grande Roue de Paris var ett omkring 96 meter högt pariserhjul beläget vid södra hörnet av Marsfältet i Paris mellan åren 1900 och 1920. Hjulet nedmonterades 1920.

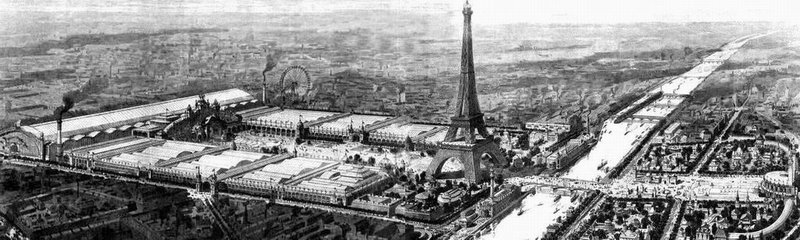
Grande Roue vid världsutställningen år 1900.